# 爭艷館
爭艷館位於台北市花博公園圓山公園區內，台灣日治時期原為圓山棒球場，美援之後改建為中山足球場；台北花博時期改建為主展館使用，花博舉辦結束後，轉型為展覽館使用至今，以舉辦展覽或各式活動（如WirForce等）為主。

## 地理位置
本館位於台北市中山區花博公園─圓山公園西南邊，東邊與流行館相對，西邊臨玉門街，南面隔民族西路與大同大學相望。過去本館以東至中山北路的空間為足球場的停車場，腹地廣大，目前腹地較過去縮小不少。

## 前身

### 圓山運動場時期
大正12年（1923年），為了迎接大日本帝國攝政皇太子（即後來的裕仁天皇）蒞臨台灣，台灣總督府在台灣各地大興土木，此地設立圓山運動場。圓山運動場的興建經費為十五萬日圓，總面積2萬1,970坪，設有能容納數千人的觀眾席；除了棒球場設施外，另有網球場、陸上競技場等設施，也曾舉辦賽馬。圓山野球場在1923年到1941年之間的大日本帝國中等学校優勝野球大會（甲子園夏季比賽之台灣大會）的主球場使用。第二次世界大戰期間，曾充當日本陸軍醫院。
第二次世界大戰後，中華民國接管臺灣，圓山野球場改名為圓山棒球場繼續使用。

### 國民政府遷臺後
國共內戰告一段落後，圓山棒球場成為國民政府堆積美援物資的倉庫，後來成為美軍顧問團的辦公地點。中美斷交後，美軍顧問團結束了在此辦公的日子。

### 中山足球場時期
1989年改建為足球場，本館中間的展場與中庭區，寬184米，長300米，是台北市有史以來首座的標準足球場。
但由於台灣人並不熱衷足球運動，而且中山足球場位於台北松山機場航道下方，舉辦球賽時常會發生聽不見裁判哨音的情形，故舉辦足球競賽的頻率並不高，平日只能用來作為演唱會或政黨造勢晚會的舉辦場地以延續功能。
當時由台北市體育處管理，自2004年起委託財團法人經營管理，並朝多目標用途規劃經營。除了足球賽事外，本館西北角的緣廊曾做為便利商店與商店街所使用，北邊緣廊則為中華民國路跑協會所使用，東南邊的緣廊為台北市環保局再生家具的賣場，週末的拍賣日常有不少民眾前來採買電扇、單車、家具；至於西面的緣廊除做為球場辦公室外，二樓亦曾經做為台北市教師會的辦公室使用。
後期的一樓閒置空間變成許多計程車的停車場與司機休息站，而周遭曾經有一攤便當店「丸林魯肉飯」(後來搬到民族東路)。

## 花博會時期
争艳馆於花博會時，是一个以「競花藝術」為主題的「2010年臺北國際花卉博覽會」展館之一，展館佔地廣大，展期內將有各式花藝競賽及花藝展覽，是花博所有展館內展覽最多的一個。本館位於圓山公園區的競區內，鄰近流行館，由於位於捷運圓山站出口，交通便利。

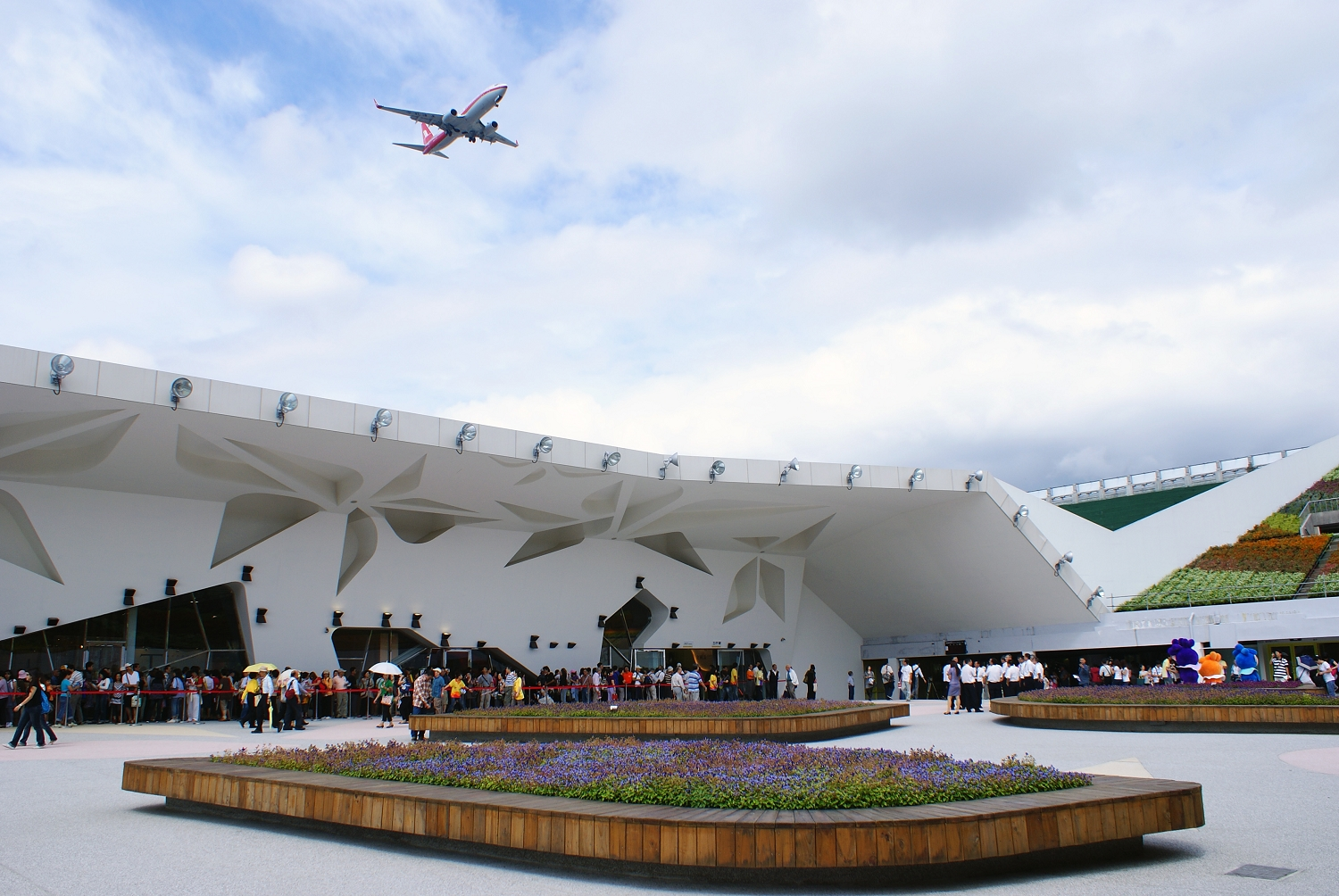
花博會時期

### 規劃緣由
因應花博展覽需要，花博團隊在重複使用的原則下，將老舊的中山足球場重新整修，並在場中興建爭艷館，形成館中館的特色。

### 主題特色
爭艷館的主題是競花藝術，透過原先足球場的包裝下，形成一種競賽的意象，將足球場外牆重新翻修，塗上白漆及幾何花瓣圖案，形成繽紛百花爭艷的氛圍。本館位於花博圓山出入口附近，為花博的門戶，因此特別凸顯迎客、熱情的意象，外館因此設置許多旅客服務設施。本館面積6,000平方公尺，集中來自世界各地的花卉技術，為了讓民眾更進一步了解花卉的美及環境中花卉的重要，展館內融入了環保意識和相關科技應用的概念，讓遊客欣賞國際時尚花卉藝術之餘，也能提升對環境、科技的認知。

### 館內展廳
館內展廳分為A、B、C三區。

### 花博會後規劃
曾規劃爭艷館為台灣精品展示館，作為台灣精品品牌進軍世界的窗口；但最後改為在台北市立美術館南進門設置台灣精品館，展示當年度台灣精品獎獲獎產品。2011年世界設計大會的台北之夜在此舉行。
2019年12月，臺北市政府產業發展局局長林崇傑表示，考量爭艷館與流行館的使用率與會展需求高，等待南港國際會議中心完工後才會拆除兩館。
2021年，因應2019冠狀病毒病台灣疫情花博公園辦理疫苗施打作業，利用爭艷館作為大型疫苗施打站，施打量能最高可達1萬5至2萬人，為台北市最重要的施打站。

### 建物
爭豔館的建物由展館與緣廊兩個部分所組成，在展館與緣廊間有中庭。

### 主展館

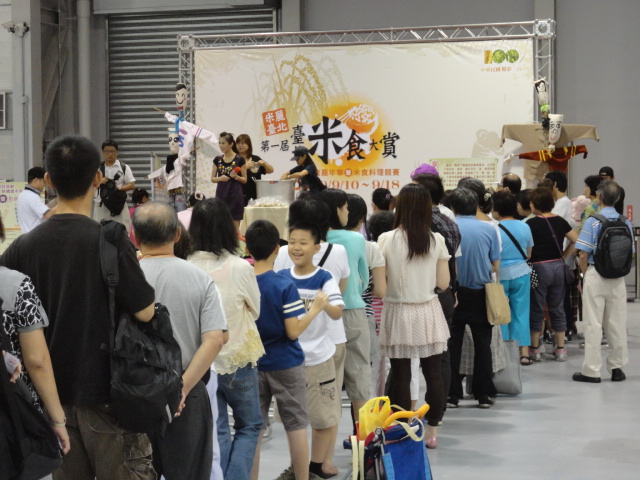
花博公園時期─第一屆臺北米食大賞

主展館區位於緣廊區的中央西半邊，東邊為中庭，展館區為一層樓挑高建物，每一區塊都有面對中庭的大門，故可以分區使用，主要做為展覽場地。主展館區最南邊，為洗手間。

### 緣廊
緣廊區為原足球場看台建物，西邊與南邊緣廊的部份做為辦公室使用為主，東邊緣廊的部分則做為爭豔館商店街與美食街的一部分，北邊的緣廊則做為洗手間、小型展示間、醫務室、旅客服務中心與售票處使用。西邊的看台的部分則做為七道彩虹展區，利用不同色的盆栽組成彩虹的形狀。

### 洗手間
主展館區南邊設有洗手間，緣廊區與美食街的部分亦設有洗手間，由於是配合花博興建，考量花博的人潮與僅花博期間使用，故男廁小便區採用一條溝式的設計，未裝設小便斗，可以直接解放於牆壁上，故設置時引起不少各方意見。目前的廁所加裝了部分的小便斗，哺集乳室不再像花博時期一樣，提供完整的服務。

## 現況
在台北花博舉辦結束後，轉型為展覽館使用至今，大多舉辦展覽為主。

## 外部連結
- 花博公園 （页面存档备份，存于）
- 花博公園的Facebook專頁